# Nyssia
Nyssia is een geslacht van vlinders van de familie spanners (Geometridae), uit de onderfamilie Ennominae.

## Soorten
- N. alpina Sulzer, 1776
- N. flavantennata Wehrli, 1933
- N. florentina Stefanelli, 1882
- N. graecarius Staudinger, 1861
- N. incisarius Lederer, 1870